# Johnny Liebling
Johnny Liebling ist eine deutsche Band aus Hamburg, gegründet 2003.
Der Bandname ist abgeleitet von der Figur „Johnny Favorite“ aus dem Film „Angel Heart“. Die Band hat bisher drei Alben veröffentlicht.

## Geschichte
2003 beschloss das Produzententeam Martin Fekl und Kim Kiesling, nach längerer Zeit der reinen Studioarbeit wieder Live-Musik zu machen. Sie taten sich mit Sänger Chris Kiel, mit dem sie bereits in den neunziger Jahren die Soul-Rock-Band „Lovekrauts“ geteilt hatten, sowie Sänger Ralph Beulshausen und Schlagzeuger Rüdiger Hensel zusammen. Zunächst als Sessionprojekt gegründet, spielte die Band regelmäßig in Hamburger Szene-Bars und veröffentlichte eine erste EP. Johnny Liebling wurde rasch populär, so dass die Plattenfirma Universal, auf die Band aufmerksam geworden, ihr einen Plattenvertrag anbot. Nach zwei Alben legten Johnny Liebling eine längere Schaffenspause ein. 2013 formierte sich die Band wieder. Neu dazu kam Miriam Büscher am Schlagzeug.

## Stil
In der Anfangszeit war der Sound der Band stark geprägt von Jazz-Einflüssen, im Stil von Tom Waits und dem „Fake Jazz“ von John Luries „Lounge Lizzards“, auch Elemente von Polka und Latin waren vertreten. Von der Band selbst als „Dope Jazz“ bezeichnet, wurde in den ersten Konzerten über weite Strecken improvisiert, wovon man später etwas abrückte. Hauptmerkmal war dabei immer ein „wilder“, ungeschliffener Ansatz. Später orientierte sich die Band mehr hin zu einem stringenteren und rockigeren Sound, der mit Twang- und Fuzz-Gitarren, Orgeln und hypnotischen Rhythmen starke Sixties-, Psychedelic-, Beat- sowie Krautrock-Einflüsse à la Can aufweist. Auch Nick Cave mit seinem Grinderman-Projekt wird genannt. Die Besetzung besteht aus E-Gitarre, Kontrabass (zum Teil mit Effekten verfremdet), sowie zwei sehr konträr agierenden Sängern, die quasi die janusköpfige Doppelidentität der Band verkörpern. Dazu sparsame, oft sperrig klingende Keyboards und Schlagzeug. Ab und zu setzt eine Trompete, gespielt von Sänger Ralph Beulshausen, Akzente.
Die Texte erinnern an Film Noir, manchmal auch an volkstümliche Moritaten, Lieder der 20er/30er Jahre, oft kafkaesk überzeichnet. Es geht um das Zerrüttetsein der menschlichen Natur, das Lebensgefühl am Abgrund, die Existenz am Rande der Gesellschaft, die argwöhnisch betrachtet wird, aber auch um Rausch und das kurze, aber umso ekstatischere Hochgefühl.

## Diskografie

### Alben
- 2007: Nur nicht nach Haus
- 2005: Goldene Zeiten

### EPs
- 2004: Dopejazz